# Route culturelle de l'or vert
La route culturelle de l'or vert  (finnois : Vihreän kullan kulttuuritie) est une route touristique allant de Mäntyharju à Parikkala en Finlande,. 

## Présentation
La route culturelle de l'or vert est un itinéraire construit autour du thème de la forêt dans le sud de la Savonie.
L'itinéraire qui s'étend sur 250 kilomètres d'Est en Ouest part à Mäntyharju de la route nationale 5 et se termine dans le village Särkisalmi de Parikkala dans la route nationale 6, d'où elle rejoint la Via Karelia. 
La route passe par Mäntyharju, Ristiina,  Mikkeli, Puumala, Sulkava, Savonlinna et Punkaharju.

## Parcours

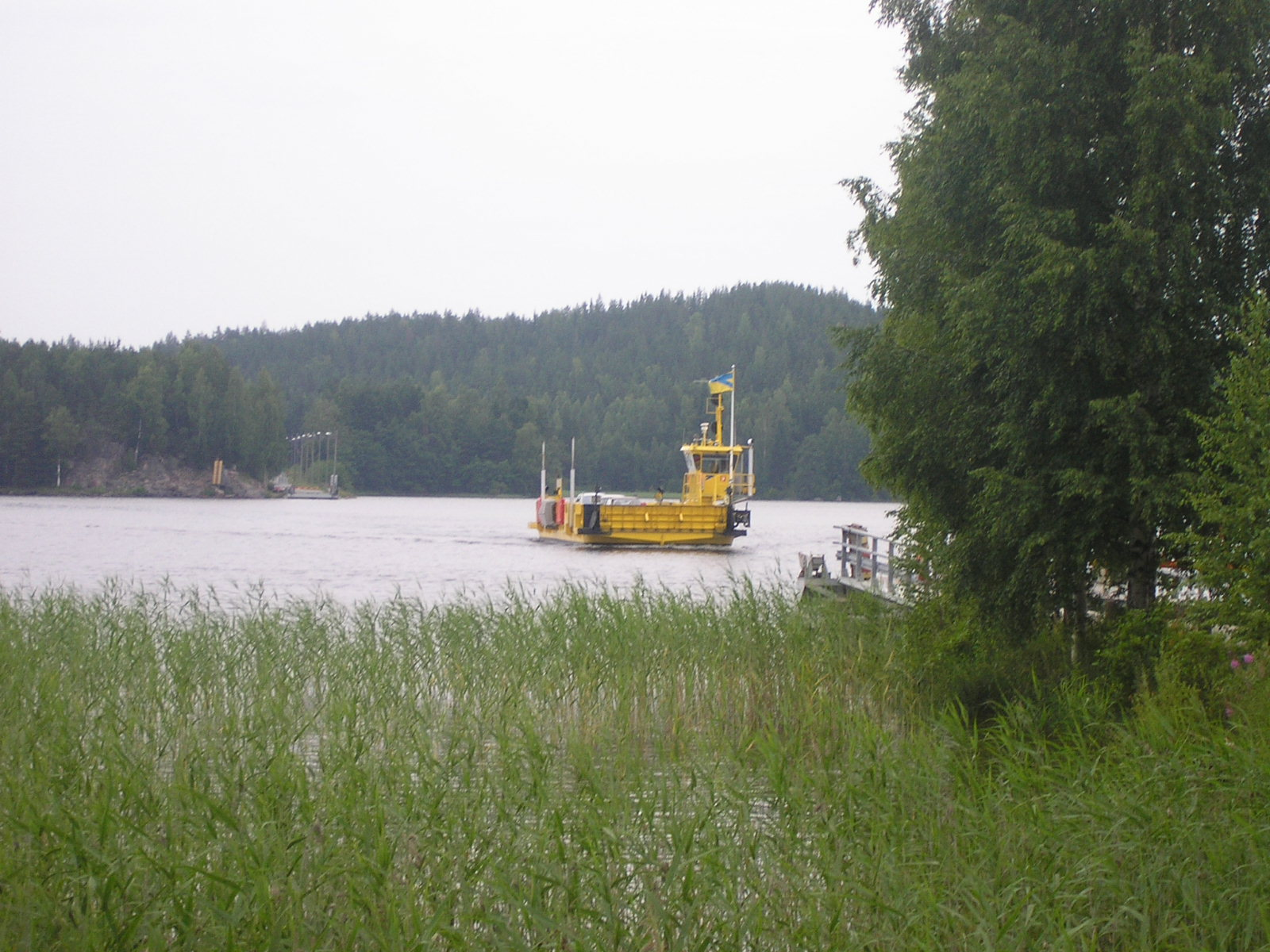
Le Bac de Kietävälä, au carrefour 15176, fait partie de la route culturelle de l'or vert.

La route commence a l'échangeur de la valtatie 5 à Karankamäki.
- Miekankoski
- Mäntyharju
- Kuomiokoski
- Ristiina
- Hurissalo
- Puumala
- Viljakansaari
- Partalansaari
- Sulkava
- Savonlinna
- Punkaharju
- Punkasalmi
- Putikko

la route se termine a l'échangeur de la valtatie 6 à Särkisalmi.
Elle est composée par tout ou partie des routes suivantes : 
Valtatie 13,  Valtatie 14,  Kantatie 62, Seututie 368, Seututie 419, Seututie 420, Seututie 435, Seututie 438, Yhdystie 4324, Yhdystie 4792,  Yhdystie 15024,  Yhdystie 15109,  Yhdystie 15169, Yhdystie 15176, Yhdystie 15179, Yhdystie 15195 et Yhdystie 15196.

## Édifices le long de la route

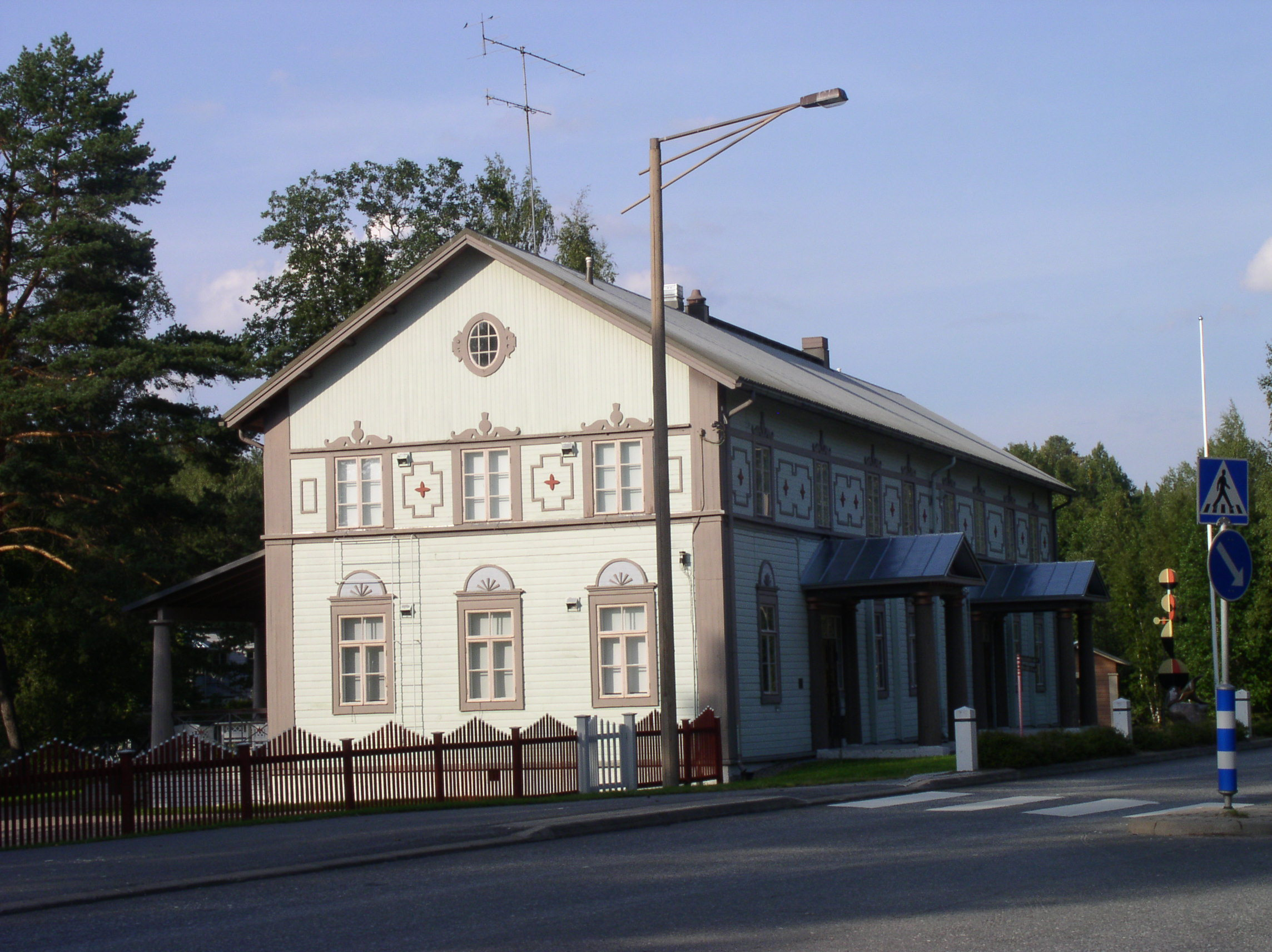
Centre artistique Salmela à Mäntyharju.
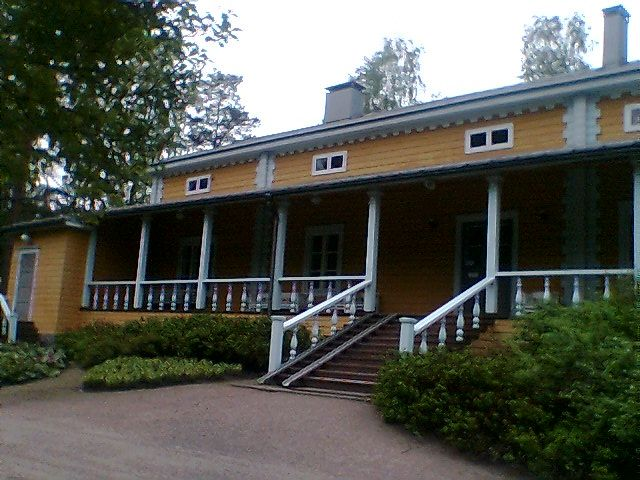
Musée Iso-Pappila à Mäntyharju.
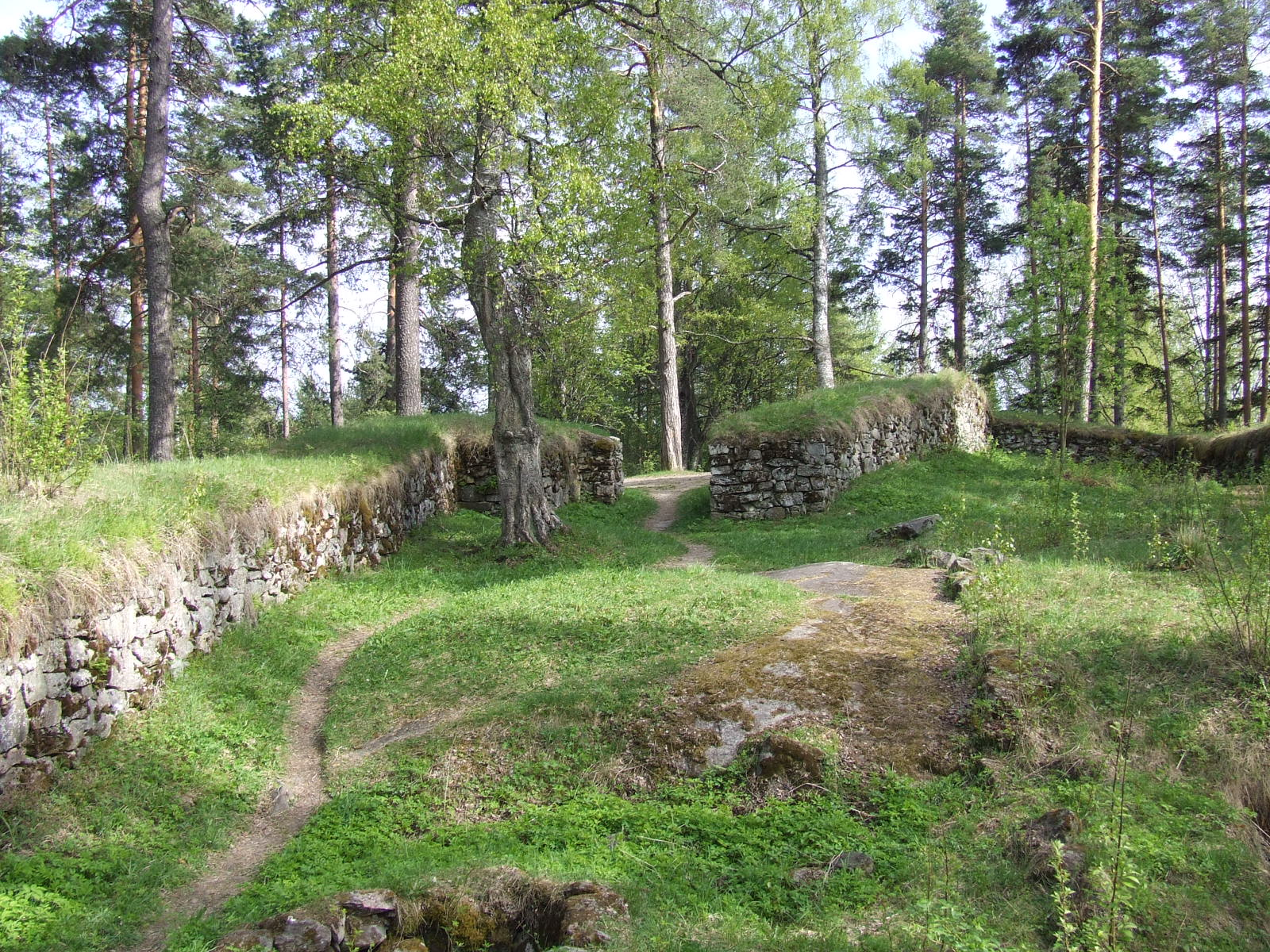
Brahelinna à Ristiina.
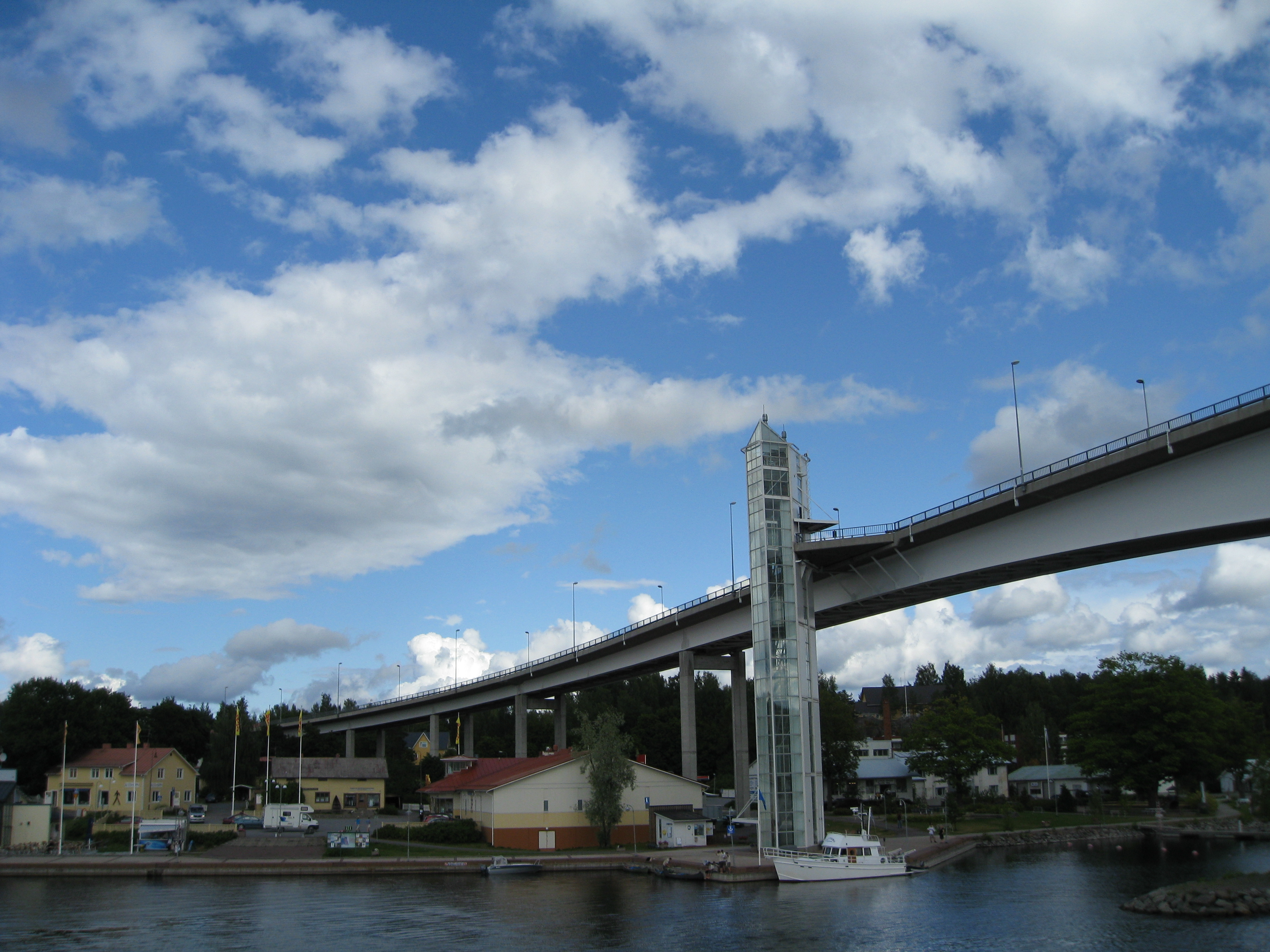
Pont de Puumalansalmi à Puumala.
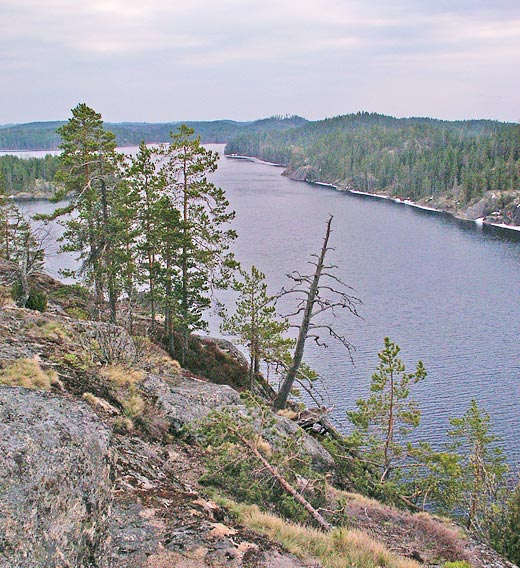
Colline fortifiée de Sulkava
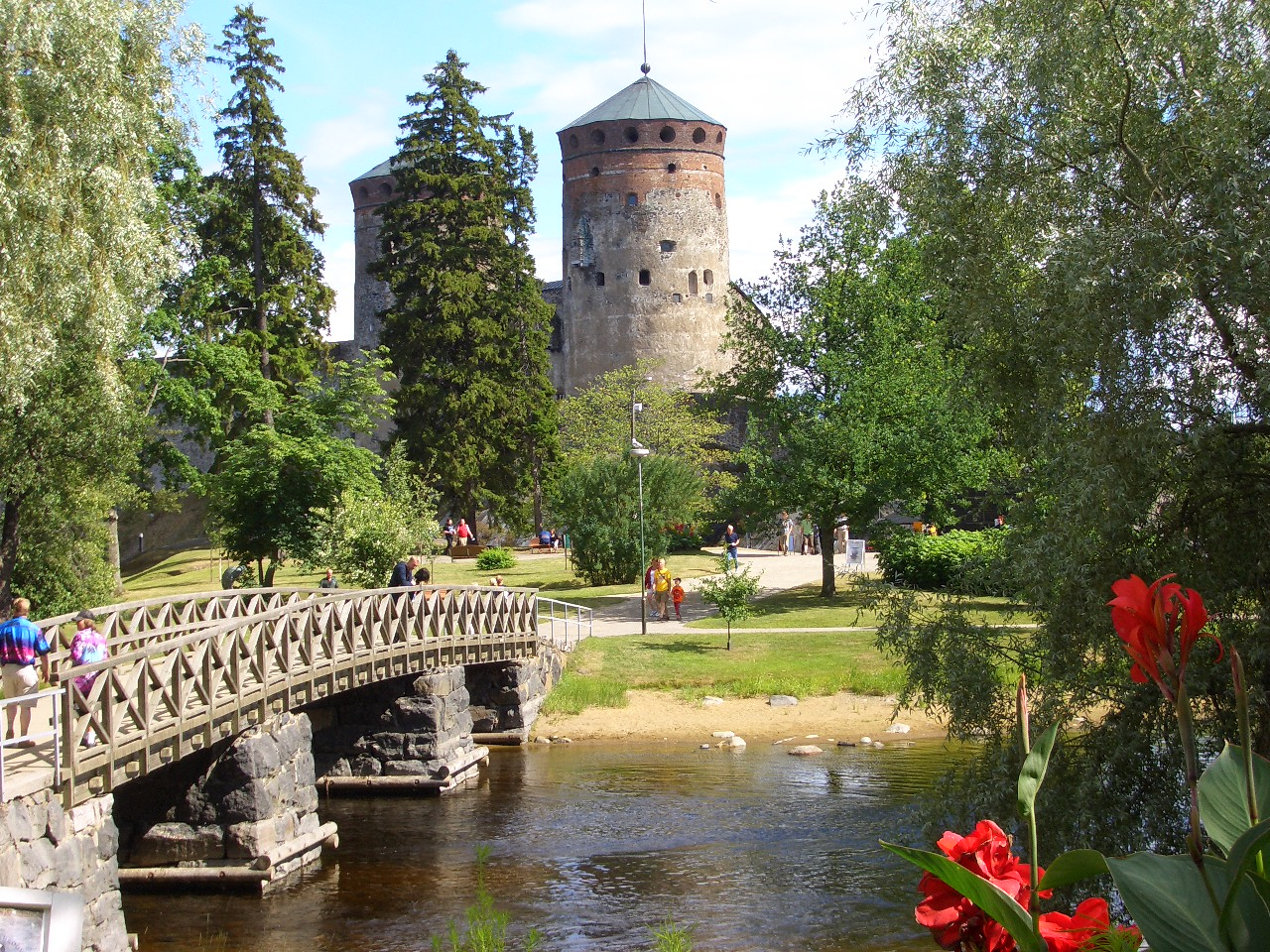
Olavinlinna
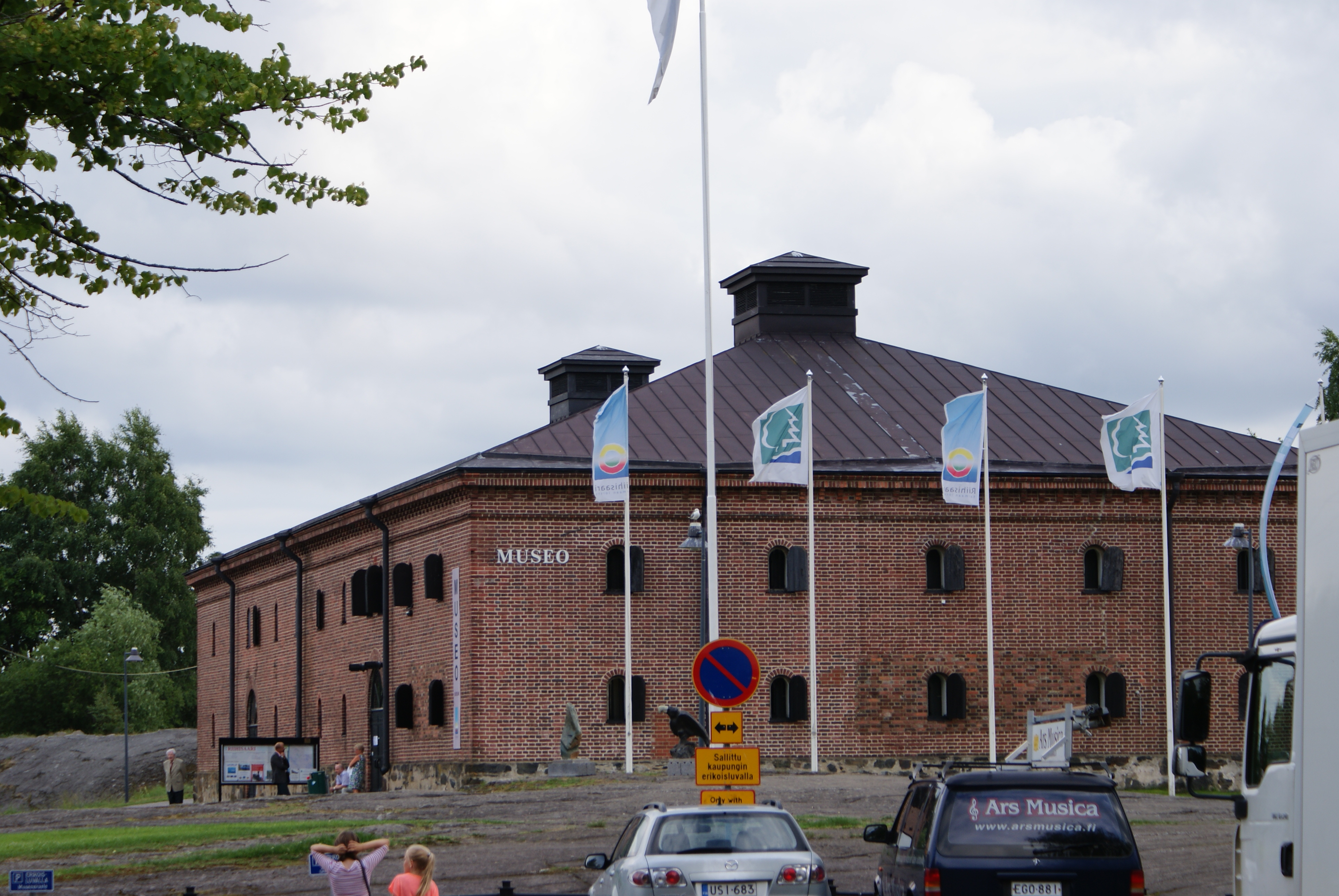
Musée provincial de Savonlinna
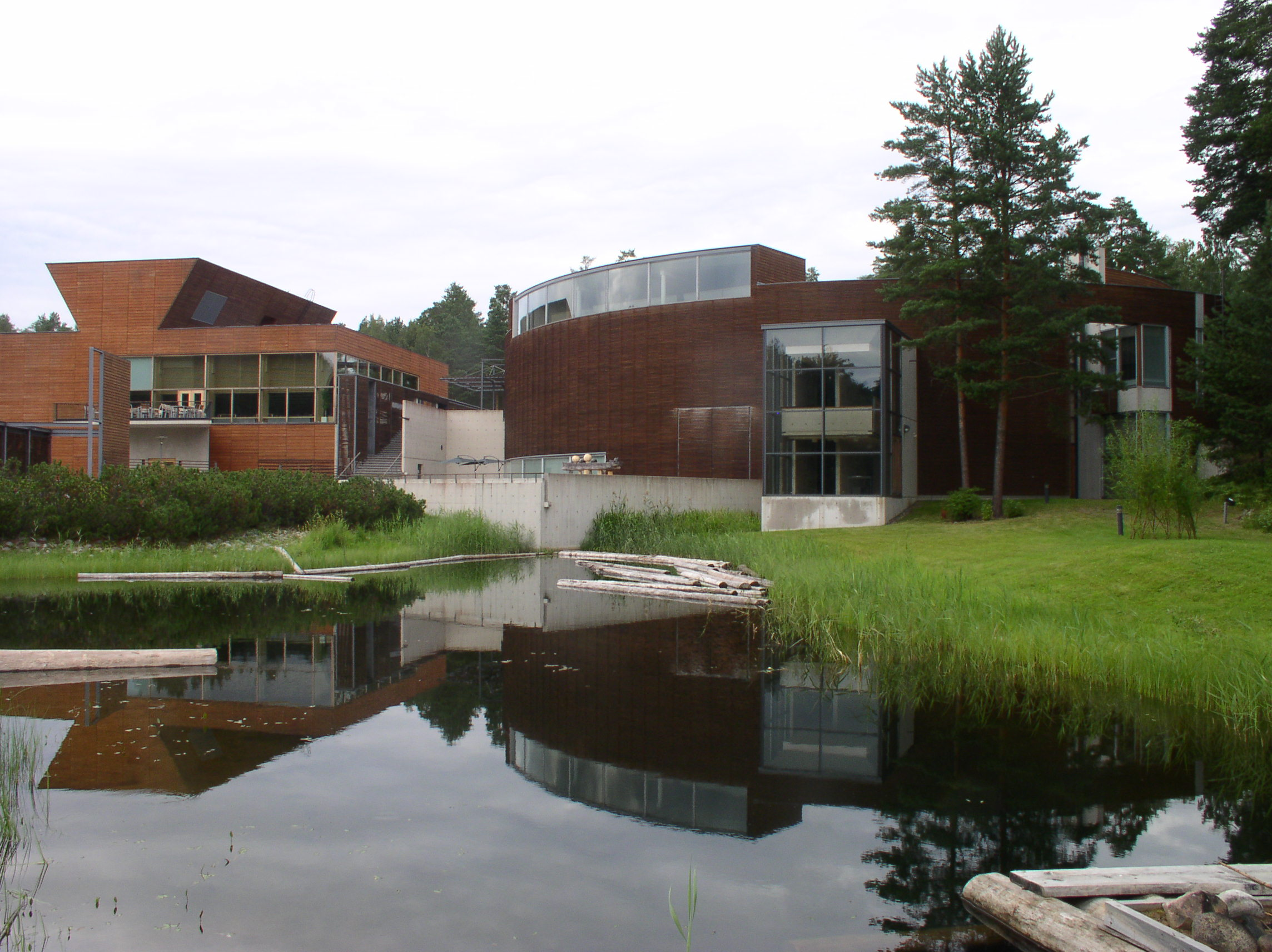
Musée Lusto à Punkaharju.
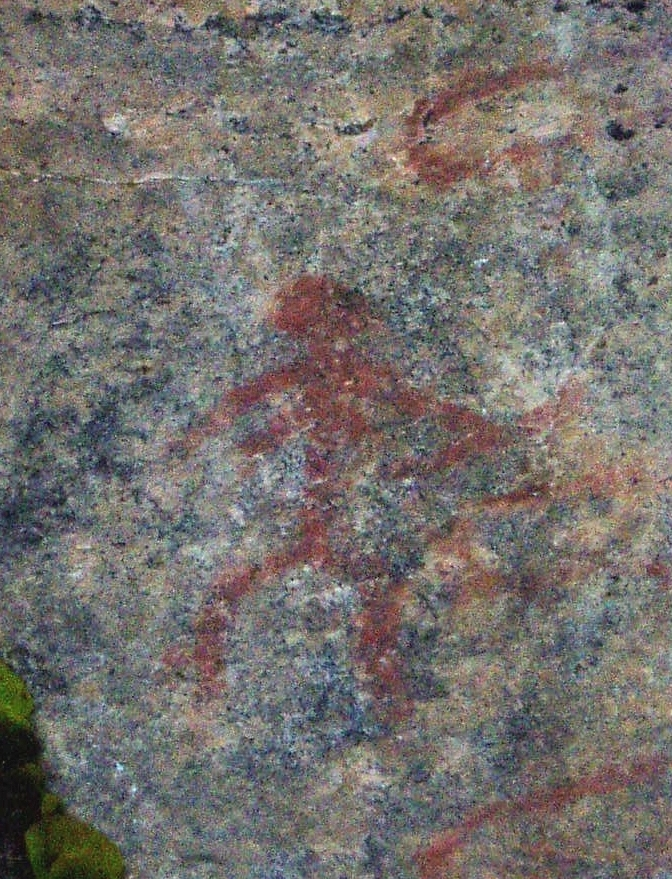
Peintures rupestres d'Astuvansalmi, Ristiina.